# PUB (warenhuis)
PUB was een warenhuis op de hoek van de Hötorget  met de Kungsgatan in het centrum van Stockholm. De naam PUB bestaat uit de initialen van de oprichter van het warenhuis, Paul Urbanus Bergström, die in 1882 zijn eerste kleine winkel opende.
Het warenhuis bestond uit verschillende bouwdelen, die tussen 1912 en 1959 zijn ontstaan, toen het zogenaamde "Bohagshuset" aan de  Drottninggatan werd ingehuldigd. Verschillende bekende architecten ontwierpen de gebouwen van PUB, waaronder Westholm &amp; Bagger, Cyrillus Johansson, Hakon Ahlberg, Artur von Schmalensee en de broers Erik en Tore Ahlsén.

## Geschiedenis

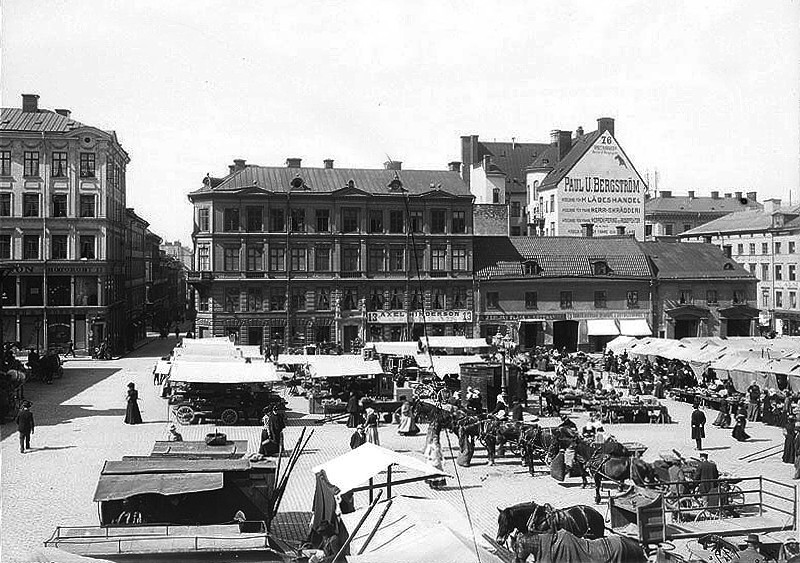
PUB's warenhuis rond 1900

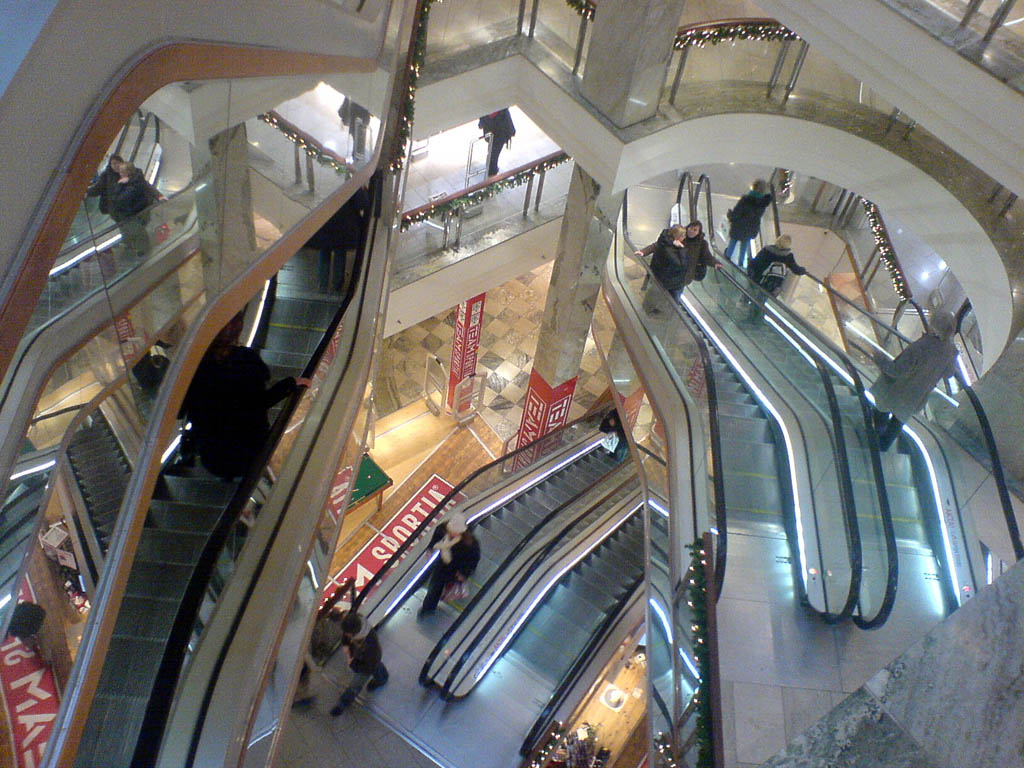
Roltrappen bij PUB

Paul U. Bergström 's eerste winkel uit 1882 was een zogenaamde "larftskramhandel" waar hij kant-en-klare jassen en herenpakken verkocht. Hij was een pionier in herenkleding en het bedrijf ging zo goed dat hij al snel in staat was om een andere winkel te openen. Dat gebeurde in 1886 in het gebouw waar nu het Konserthuset is. Bergström was een zeer succesvolle koopman en tegen het einde van de jaren 1890 had bezat hij bijna alle panden aan de Hötorget. Hij kocht systematisch onroerend goed op zodat al snel, met uitzondering van twee hoekhuizen, het hele blok tussen Drottninggatan en Hötorget bezat.
In december 1925 opende PUB een ander warenhuis op Södermalm, Paul U. Bergströms pa Söder . Het was gelegen in de grotere wijk Ormen met adres Hornsgatan 54, tegenover de huidige Mariatorget. Op de tweede verdieping was een lunch- en theesalon met uitzicht op het toenmalige Adolf Fredriks torg. In de zomer werd het dak gebruikt als terras. De bovenste verdiepingen bevatten woningen. In 1923 werd het warenhuis omgedoopt tot SEVA, Söder's eigen warenhuis. SEVA verkocht kleding voor dames, heren en kinderen, schoenen, stoffen, woningen, tapijten, woninginrichting, reisaccessoires, sportuitrusting, kano's, paardrijuitrusting en tuinmeubelen. Het warenhuis sloot definitief op 15 juli 1936. Veel later trok reclamebureau SVEA, eigendom van KF, er een tijdje in.
De beroemdste bediende van PUB was waarschijnlijk Greta Garbo, die op 26 juli 1920 werd aangenomen. Het was ook hier dat Vladimir Lenin een pak kocht tijdens zijn bezoek aan Stockholm in april 1917.
Paul U. Bergström stierf in 1934 en het jaar daarop kocht de Kooperativa Förbundet zijn bedrijf.
Het warenhuis was sinds 1994 niet langer een traditioneel warenhuis, hoewel het in de dagelijkse spraak nog steeds een warenhuis werd genoemd. Na een grote verbouwing tot winkelcentrum en heropening werd de naam "PUB" vervolgens gebruikt door individuele bedrijven. In 2000 besloot de verhuurder dat PUB uitsluitend een warenhuis voor mode zou worden. In 2006 werd daarom begonnen met de renovatie van het warenhuis en het huurcontract van een aantal bestaande huurders werd op dat moment beëindigd. Er werd getracht het gevoel van een meer traditioneel warenhuis na te bootsen door de verschillende winkels ruimtes zonder tussenschotten te laten openen. Door een tekort aan huurders stonden een tijd hele grote delen van het warenhuis leeg. In het voorjaar van 2010 verhuisde de meubelzaak R.O.O.M. naar de derde verdieping op een oppervlakte van 1.700 m², waarmee men nieuwe klanten en meer nieuwe huurders wilde lokken.
In 2015 werd PUB gesloten om te worden omgebouwd tot een hotel, Haymarket by Scandic, dat in 2016 werd geopend.

### De gebouwen in de wijk Torgvågen

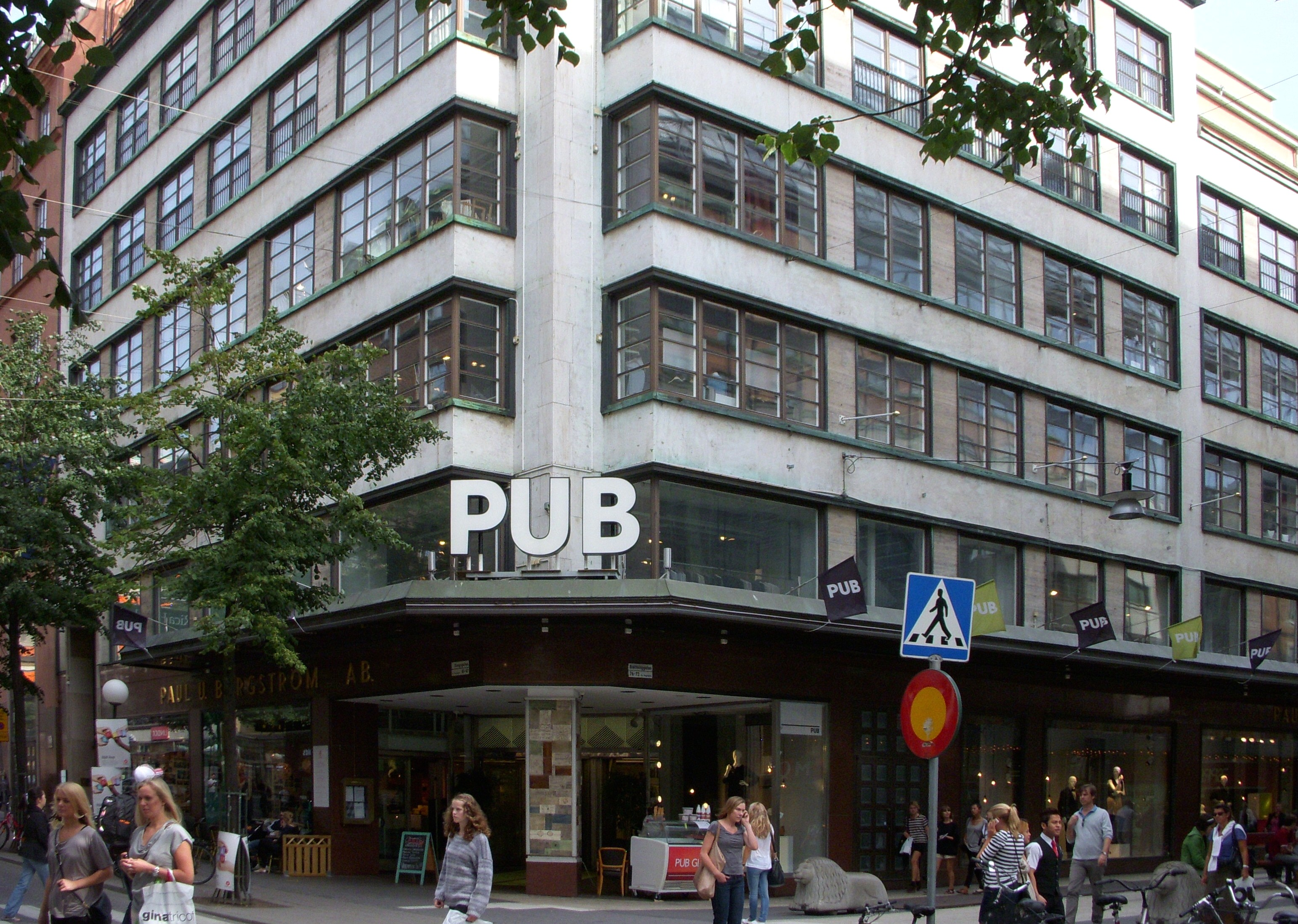
Het hoekhuis richting Kungsgatan / Drottninggatan

De huidige gebouwen in de wijk Torgvågen zijn stapsgewijs toegevoegd. In 1915-17 werd het hoekhuis Hötorget-Kungsgatan gebouwd, op de plaats van het oude waaggebouw, met een hoge gevel die uitkeek op het met voluten versierde plein. Het ontwerp van de gevels was van Cyrillus Johansson.
Het aangrenzende gebouw in de richting van Hötorget werd gebouwd in 1924-25, dat met zijn uiterlijk uit de jaren 1920 een beetje de gevelarchitectuur van het eerste gebouw overneemt door een reeks grote gevormde koepels. Het ontwerp was van Edvard Bernhard, maar de stadsarchitect keurde het gevelontwerp richting Hötorget af, waarna het werd bewerkt door Hakon Ahlberg.
Op de hoek van de Kungsgatan-Drottninggatan werd in 1929-30 het modernistische met marmer beklede gebouw opgericht door Ove Gormsen van Allan Christensen & Co AB. Het verving een commercieel gebouw uit 1898 ontworpen door Fredrik Liljekvist. In verband hiermee kreeg het middelste huis aan de Drottninggatan (gebouwd in 1912-14 naar een ontwerp van Westholm & Baggers) een nieuwe gevel. In 1936-37 werd het gebouw in de hoek van Gamla Brogatan toegevoegd. Dit laatste pand was een ontwerp van Artur von Schmalensee van het architectenbureau van KF.

### Bohagshuset

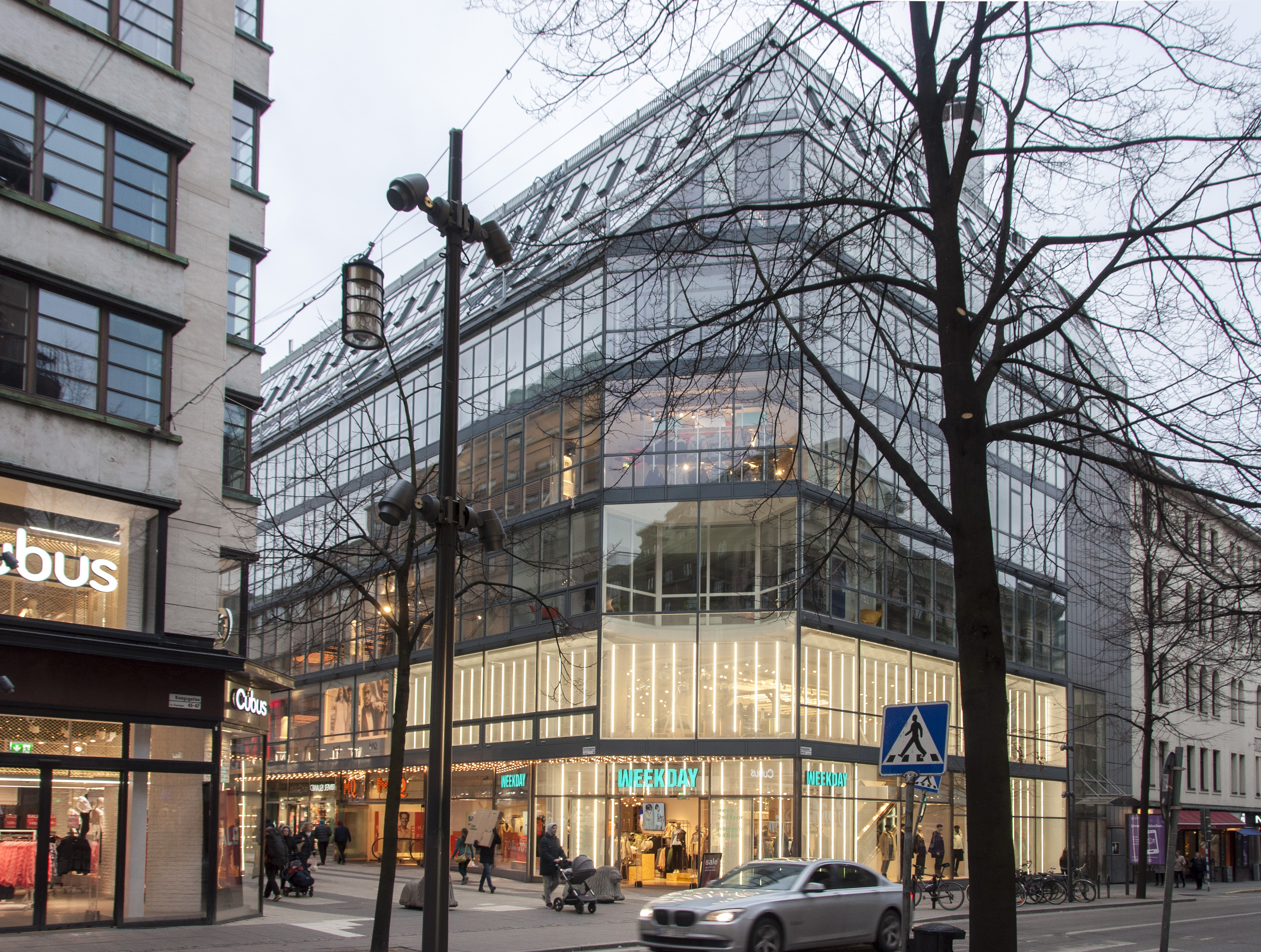
PUB-filiaal Bohagshus in 2018

Het zogenaamde Bohagshuset, ontworpen door de broers Erik en Tore Ahlsén, werd gebouwd in 1955-59. Het werd bekroond met de Kasper Salin-prijs in 1963. Het gebouw heeft glazen gevels gescheiden door dunne kozijnen. In de jaren 90 is het pand intern verbouwd tot diverse kleinere bedrijven.
In 2007 werd Bohagshuset opnieuw gelanceerd als een onafhankelijk onderdeel en maakte het niet langer deel uit van het warenhuis PUB. Het pand herbergt nu een aantal verschillende winkels van verschillende winkelketens. Het management van de Bonnier Group is verhuisd naar de bovenste verdieping van het gebouw.